# لویک نستور
لویک نستور (فرانسوی: Loïc Nestor‎؛ زادهٔ ۲۰ مهٔ ۱۹۸۹) بازیکن فوتبال اهل فرانسه است.
از باشگاه‌هایی که در آن بازی کرده‌است می‌توان به باشگاه فوتبال والنسین و باشگاه فوتبال لو آور اشاره کرد.
وی همچنین در تیم‌های ملی فوتبال زیر ۲۱ سال فرانسه و تیم ملی فوتبال گوادلوپ بازی کرده‌است.